# Renate Kanthack
Renate Kanthack (* vor 1940) ist eine deutsche Synchronsprecherin.

## Karriere
Renate Kanthack lebte als Kind in Berlin. Sie sang dort im RIAS-Kinderchor, wo sie auch ihren späteren Kollegen Ernst Jacobi kennenlernte und mit ihm befreundet war.
Kanthack synchronisierte bereits 1948 bei der DEFA, nämlich die Rolle der von Natascha Saschtschipina gespielten Marusja in Ilja Fres' sowjetischem Kinderfilm Ihr großer Tag (Perwoklassniza).
Als junge Frau wurde sie für die weiblichen Hauptrollen zweier Disney-Filme als Sprecherin besetzt. So sprach sie für Kathryn Beaumont 1952 Alice in Alice im Wunderland (1951) und 1953 in der Rolle der Wendy Darling in Peter Pan (1953). Sie sprach und sang beide Rollen. In letzterem Film sprach sie gemeinsam mit Ernst Jacobi, der den Peter Pan sprach. Beide Fassungen wurden bei der RKO Synchron Abteilung, Berlin aufgenommen.
Nach diesen Arbeiten begann Renate Kanthack mit Tätigkeiten im Bereich der Fernseh- und Filmproduktion. Als Schnittassistentin war sie so etwa für Fritz Genschows Tischlein, deck' dich (1956) verantwortlich.
Über ihren weiteren Werdegang ist nichts bekannt. 

## Synchronisation
- 1948: Natascha Saschtschipina als Marusja in Ihr großer Tag.
- 1952: Kathryn Beaumont als Alice in Alice im Wunderland (1951).
- 1953: Kathryn Beaumont als Wendy Darling in Peter Pan.